# Francis Samuelson, 4. Baronet

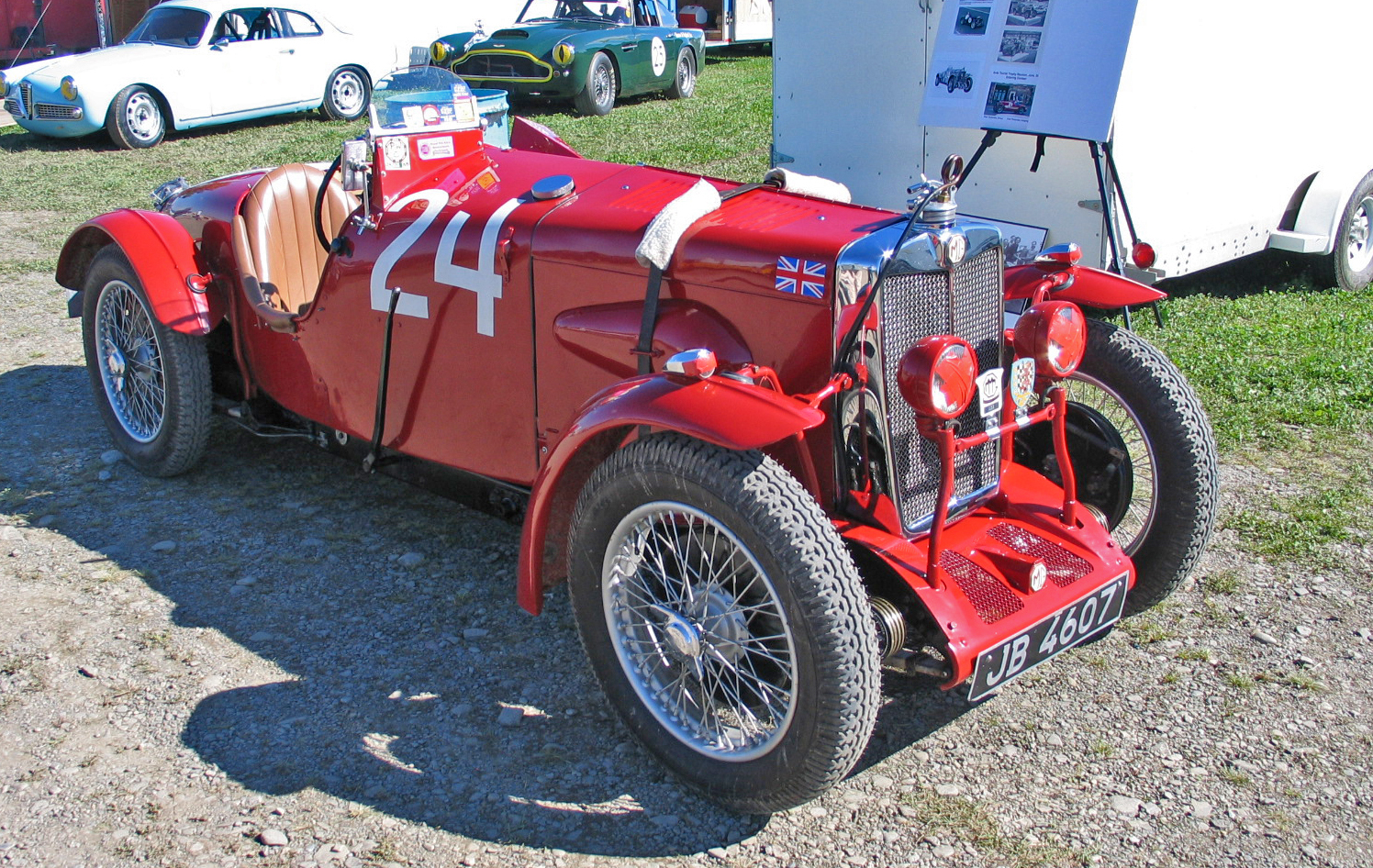
Auf einem MG C-Type startete Francis Samuelson 1931 und 1932 beim 24-Stunden-Rennen von Le Mans

Sir Captain Francis Henry Bernard Samuelson, 4. Baronet (* 22. Februar 1890 in Bodicote; † 8. Januar 1981) war ein britischer Adeliger und Autorennfahrer.

## Familie
Francis Samuelson war der Sohn von Fanny Isabel Samuelson (gebr. Wright) und Sir Francis Samuelson, 3. Baronet (1861–1946), dessen Titel als Baronet of Bodicote er nach dem Tod des Vaters erbte. Die Samuelsons waren eine vermögende Familie, deren Wohlstand auf den unternehmerischen Aktivitäten seines Urgroßvaters Bernhard Samuelson, 1. Baronet beruhte, der unteren anderem Stahlwerke besaß. Francis Samuelson war mit Margaret Kendall Barnes verheiratet. Das Paar hatte einen Sohn, Sir Bernard Michael Francis Samuelson, 5. Baronet (1917–2008), der den Titel 1981 erbte. 
Nach dem Zweiten Weltkrieg verkaufte die Familie die Stahlwerke und siedelte in die South Downs, um dort eine Landwirtschaft zu betrieben.

## Karriere als Rennfahrer
Der Philanthrop Francis Samuelson begann seine Fahrerkarriere 1908 und fuhr bis ins hohe Alter von 70 Jahren Autorennen. Er gehört zu den wenigen Fahrern der Motorsportgeschichte, deren Karriere vor dem Ersten Weltkrieg begann und nach dem Zweiten Weltkrieg endete. Seine ersten Rennen fuhr er mit Cyclecars und seiner Frau als Beifahrerin. Auch während ihrer Flitterwochen in Frankreich bestritten die beiden Rennen. 
In den 1920er- und 1930er-Jahren ging er bei Rallyes und Sportwagenrennen an den Start. Er beteiligte sich mehrmals an der Rallye Monte Carlo und ging fünfmal beim 24-Stunden-Rennen von Le Mans an den Start, wo ihm eine Platzierung im Schlussklassement verwehrt blieb. Mit Freddy Kindell als Partner erreichte er im  MG C-Type beim 24-Stunden-Rennen von Spa-Francorchamps 1930 den 15. Endrang.
Nach dem Zweiten Weltkrieg verlegte er seine Aktivitäten in den Monopostosport und fuhr viele Jahre die 500-cm³-Rennwagen von Cooper in Großbritannien und Frankreich, wo er 1950 bei einem Rennen auf dem Autodrome de Linas-Montlhéry den ersten Start britischer Formel-3-Fahrer auf französischem Boden organisierte. Francis Samuelson fuhr Rennen bis in die 1970er-Jahre und war dabei regelmäßiger Starter bei Veranstaltungen des britischen Vintage Sports-Car Clubs. 

## Statistik

### Le-Mans-Ergebnisse
| Jahr | Team                  | Fahrzeug                 | Teamkollege         | Platzierung     | Ausfallgrund       |
| ---- | --------------------- | ------------------------ | ------------------- | --------------- | ------------------ |
| 1925 | Gordon England        | Austin 7                 | Eric Gordon England | Ausfall         | Kühler             |
| 1928 | Lagonda Motor Company | Lagonda OH 2-Litre Speed | Frank King          | Ausfall         | Unfall             |
| 1930 | Francis Samuelson     | MG M-Type                | Freddy Kindell      | Ausfall         | Motorschaden       |
| 1931 | Sir Francis Samuelson | MG C-Type Midget         | Freddy Kindell      | nicht klassiert |                    |
| 1932 | Sir Francis Samuelson | MG C-Type Midget         | Norman Black        | Ausfall         | Leck im Benzintank |